# Denis Kapustin
Denis Viktorovič Kapustin (in russo Денис Викторович Капустин?; Kazan', 5 ottobre 1970) è un ex triplista russo, fino al 1991 sovietico.

## Palmarès

### Giochi olimpici
- 1 medaglia[1]:
  - 1 bronzo (Sydney 2000 nel salto triplo)

### Europei
- 2 medaglie[1]:
  - 1 oro (Helsinki 1994 nel salto triplo)
  - 1 argento (Budapest 1998 nel salto triplo)

### Europei indoor
- 1 medaglia:
  - 1 argento[1] (Parigi 1994 nel salto triplo)

### Europei juniores
- 1 medaglia:
  - 1 oro[2] (Varaždin 1989 nel salto triplo)